# Grațiere
Grațierea (din latinescul: gratia; gratiae; gratus; însemnând de la frumusețe, farmec, trecând prin binefacere, recunoștință, favoare, până la iertare, indulgență) este un act de clemență (iertare), dictat din considerente social-politice și de politică penală, prin care puterea de stat (Președintele României sau Parlamentului României) dispune stingerea totală sau parțială a executării unei sancțiuni de drept penal sau contravenționale sau comutarea (înlocuirea) unei pedepse cu altă pedeapsă mai ușoară. Conform art. 1 din Legea nr. 546/2002: “Grațierea este măsura de clemență ce constă în înlăturarea, în total sau în parte, a executării pedepsei aplicate de instanță ori în comutarea acesteia în una mai ușoară”. Grațierea are efecte și asupra pedepselor a căror executare este suspendată condiționat, în sensul că partea din termenul de încercare care reprezintă durata pedepsei pronunțate de instanță se reduce în mod corespunzător, iar dacă suspendarea condiționată este revocată sau anulată, se execută numai partea de pedeapsă rămasă negrațiată.
În România, grațierea poate fi acordată individual, prin decret al Președintelui României [art. 94 lit. d) din Constituție] sau colectiv, de către Parlament, prin lege organică [art. 73 alin. (3) lit. i) din Constituție] pentru aceleași considerente ca și amnistia (art. 160 din Noul Cod Penal).
În raport cu sfera celor care beneficiază de grațiere se disting grațierea individuală și grațierea colectivă. În funcție de felul în care în actul de grațiere sunt sau nu prevăzute anumite condiții, se disting grațierea necondiționată și grațierea condiționată. După întinderea efectelor grațierea poate fi: grațiere totală, grațiere parțială și comutare a pedepsei.
Astăzi, grațierile sunt acordate în multe țări, atunci când indivizii au demonstrat că și-au îndeplinit datoria față de societate sau se consideră că merită. Grațierile sunt uneori oferite persoanelor care au fost condamnate pe nedrept sau care pretind că au fost condamnate pe nedrept.

## Felurile grațierii

### Grațierea individuală
Grațierea individuală este acordată de către Președintele țării unor anumite persoane pentru pedepse definitiv stabilite, la cererea persoanelor interesate (persoana condamnată, apărătorul sau reprezentantul legal al acesteia; soțul persoanei condamnate, ascendenții, descendenții, frații, surorile ori copiii acestora, precum și de aceleași rude ale soțului persoanei condamnate). Astfel, Traian Băsescu a semnat mai multe decrete de grațiere individuală a unor persoane din considerente de vârstă înaintată (ca ex. Diamanta Botezatu și Ecaterina Macarie care aveau de executat câte o lună de închisoare, prima avea 86, a doua – 66 de ani; Ion Trușcă, în vârstă de 80 de ani), alte trei persoane care au beneficiat de grațiere au fost: Constantin Alin Sadovec (un minor condamnat la doi ani pentru furt și care mai avea 7 luni până la eliberare), Cristian Claudiu Popa (student condamnat la 11 ani de închisoare pentru trafic de droguri, grațiat după 3,5 ani din pedeapsă) și Radu Cristian Mezea (student acuzat de trafic de droguri și care primise o pedeapsă de 10 ani închisoare, dar a fost grațiat și eliberat după 4 ani de detenție).

### Grațierea colectivă
Grațierea colectivă este acordată prin lege de către Parlamentului României din oficiu sau la propunerea organelor parchetului sau justiției pentru un număr indeterminat de persoane pentru condamnări determinate prin cuantumul pedepselor sau prin infracțiunile pentru care au fost pronunțate. Fața de grațierea individuală care se acordă numai pentru condamnări definitive, grațierea colectivă poate fi acordată și pentru pedepse neaplicate încă, pentru infracțiuni săvârșite înainte de apariția actului de grațiere. Tentativele Guvernului Grindeanu de a modifica fără dezbatere în parlament a Codului Penal și de a emite ordonanță de urgență pentru grațiere colectivă au stârnit reacții în sistemul judecătoresc și numeroase proteste în România

### Grațierea totală
Grațierea totală (sau remiterea de pedeapsă) este o grațiere în care prin actul de clemență se înlătură în întregime executarea pedepsei aplicate prin hotărâri de condamnare, indiferent dacă nu s-a început încă executarea pedepsei sau dacă condamnatul se afla încă în cursul executării pedepsei și deci nu mai poate beneficia decât în parte de grațierea acordată.

### Grațierea parțială
Grațierea parțială este o grațiere în care prin actul de clemență se înlătură numai o parte determinată din pedeapsă, prin indicarea unei fracții (1/2, 1/3/, 1/6), prin referire la restul pedepsei rămase de executat, ori prin arătarea cuantumului reducerii, îndeosebi în grațierile individuale. Dacă condamnatul a executat deja o partea de pedeapsă, negrațiată, în data adoptării actului de clemență, el va fi pus în libertate.

### Grațierea prin comutare
Grațierea prin comutare constă în înlocuirea unei pedepse mai grave cu altă pedeapsă mai ușoară (de exemplu: detenția pe viața este înlocuită cu o pedeapsa limitată în închisoare, o pedeapsă cu privare de libertate este înlocuită cu o amendă). 

### Grațierea condiționată
Grațierea condiționată este o grațiere în cazul căreia actul de clemență prevede anumite condiții (vârsta sau situația familială a condamnatului, condamnatul nu este recidivist, prejudiciul cauzat prin infracțiunea săvârșită nu depășește o anumită valoare, condamnatul nu se sustrage de la executarea pedepsei după rămânerea definitivă a hotărârii de condamnare, comportarea bună a condamnatului după clemență, în sensul că într-un anumit interval de timp (termen de încercare), de regula 3 ani, să nu săvârșească o nouă infracțiune intenționată). 

### Grațierea necondiționată
Grațierea necondiționată (sau pură și simplă) este o  grațiere emisă de Parlamentul României sau decretul prezidențial prin care se acordă fără condiții, cu excepția celor referitoare la obiectul său și data săvârșirii faptelor penale. Decretul nr.11/1988 a fost un exemplu de grațiere necondiționată, acesta a redus cu jumătate toate pedepsele cu închisoarea mai mare de 10 ani.

## Grațierea în România
În România regimul juridic al grațierii este reglementat de legea 546 din 2002 privind grațierea și procedura acordării grațierii
În timpul perioade comuniste grațierea a fost un mijloc juridic des utilizat de către Nicolae Ceaușescu. Acesta urmărea prin grațiere evitarea suprapopulării penitenciarelor
După Revoluția din 1989 în România au fost adoptate patru legi de grațiere colectivă a unor pedepse respectiv decretul-lege 3 din 1990, decretul-lege 23 din 1990. legea 137 din 1997 și legea 543 din 2002

## Legături externe
- en Pardon, law. Encyclopædia Britannica
- Grațiere - legeaz.net/dictionar-juridic
- Izvoare ale Dreptului Suveranului de a ierta – Spațiul European Arhivat în 11 februarie 2017, la Wayback Machine., europunkt.ro, autor:  Vladimir Adrian Costea
- Gratierea colectiva nu se poate dispune prin ordonanta de urgenta, ci prin lege organica Arhivat în 13 martie 2018, la Wayback Machine., penitenciare.info, autor: Sorin Dumitrașcu